# 이시구로 노보루

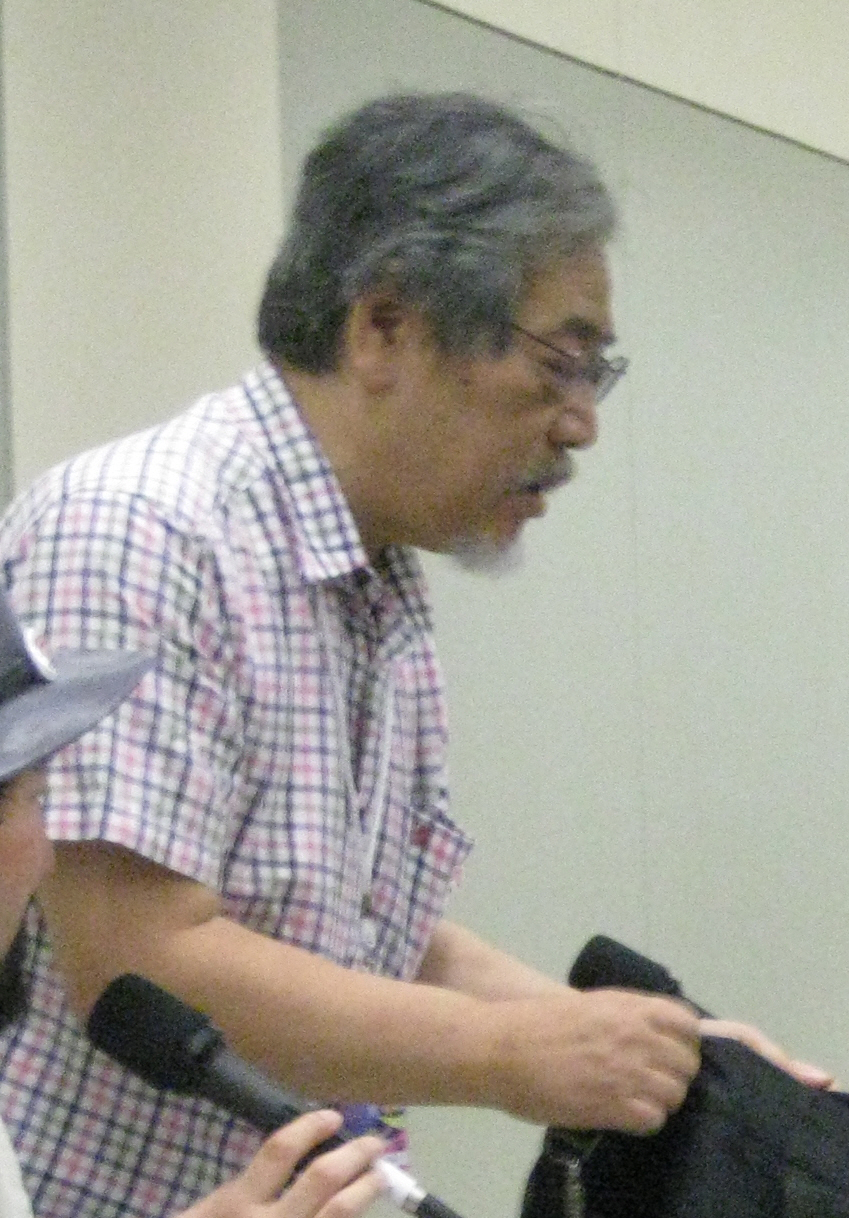

이시구로 노보루(일본어: 石黒昇, 1938년 8월 24일 ~ 2012년 3월 20일
 일본 도쿄)는 일본의 애니메이션 감독으로, 초시공요새 마크로스, 초시공요세 오거스, 요괴인간, 메가존 23, 은하영웅전설, 황금박쥐 등의 작품으로 잘 알려져 있다.